# 阿尔伯塔主权法令
《统一加拿大下的阿尔伯塔主权法令》（英語：Alberta Sovereignty Within a United Canada Act），通称《阿尔伯塔主权法令》，是由阿尔伯塔省省长戴思敏于2022年11月29日，在第30届阿尔伯塔省省议会第4届秋季会议的第一天推出的一项法令。该法令于2022年12月8日通过并于同月15日起正式生效。该法令旨在保护阿尔伯塔省不受该省立法机构认为违宪或对该省居民及该省经济繁荣有害的联邦法律和政策的影响，这些法律和政策包括自然资源、枪支管制、COVID-19公共卫生、教育和农业等领域。
该法令指示“政治实体”——包括市政厅、学校董事会、市级警察部队和省级卫生当局在内，可选择不执行“被认为对本省利益有害的联邦法律” 当该法令执行委员会的一名成员在省议会就某一特定联邦法律或政策提出一项动议，并确定其将被视为违宪、违反加拿大权利和自由宪章或对阿尔伯塔省居民有害后，该法令的拟议将被触发生效 。在省议会就该决议进行辩论后，所有议员都将就“受到质疑的联邦法律、裁决或管制措施”进行自由投票。若投票通过，则该决议将在2年内进行再次审查。
根据一位宪法专家的说法，宣布明确意图试图“否定”有效的联邦管辖权的省级立法将违宪并将构成越权——即超出省级政府的权力范围。
与加拿大联邦政府签订了第六、七和第八条约的印第安酋长们在法令公布后便立即通过新闻发布会和公开声明对该法令表示反对，并批评阿尔伯塔省政府并没有在事前与他们协商 。
当丹尼尔·史密斯在2022年的联合保守党（UCP）党魁选举中获胜时，《阿尔伯塔主权法令》被认为是竞选活动的一个重要组成部分，为她当选UCP领袖和成功竞选为阿尔伯塔省总理做出了贡献。
2022年12月由Leger公司做出的一项民意调查显示，32%的阿尔伯塔人认为该法令“对于对抗加拿大联邦政府（的不公正）而言是有必要的”。

## 历史背景
《阿尔伯塔主权法令》的概念是《自由艾伯塔省战略》这一政策文件的基石，该政策文件被称为主权法令的“非官方蓝图”。这份长达50页的文件于2021年9月28日由前野玫瑰党省议会议员、律师罗布·安德森、卡尔加里大学政治学家巴里·库珀和宪法律师德里克·佛姆共同撰写。文件的作者将其描述为“与阿尔伯塔研究所的共同倡议”，阿尔伯塔研究所是在2018年由彼得·麦卡弗里成立的自由派智库，由他本人担任研究所主席。
在2022年UCP领导人选举前夕，安德森还是史密斯竞选活动的负责人。史密斯虽然并不是《自由阿尔伯塔战略》的一部分，她亦没有为该文件做出过任何贡献，但是在她阅读完《阿尔伯塔主权法令》全文以后，她对这一法令的想法表示欢迎。在2022年9月的《国家邮报》采访中，库珀澄清说该法令的“违宪”其实是故意而为之，目的就是让加拿大联邦政府注意到阿尔伯塔省将“不再承认联邦政府对省级地区的宪法主权所宣称的权力”。该文件还进一步呼吁阿尔伯塔省建立省级税务部门以取代联邦一级的加拿大税务局；建立省级警察以取代联邦一级的皇家骑警；建立阿尔伯塔省养老金计划以取代加拿大养老金计划。库帕此外还是2001年《防火墙公开信》的作者之一，当时还是一名专栏作家和770 CHQR电台主持人的戴思敏，就曾在2019年10月17日的《卡尔加里先驱报》评论文章中提到，要让阿尔伯塔省成为像魁北克省一样的“国中之国”。在专栏文章中，戴思敏呼吁复兴《防火墙公开信》中的精神。在她2022年的竞选活动中，戴思敏直言《阿尔伯塔主权法令》不是为了让阿尔伯塔就此离开加拿大，而是为了维护加拿大省一级的自治管辖，即“像魁北克那样的国中之国”——这一点与萨斯喀彻温省计划通过的《萨省优先法令》（Saskatchewan First Act）有异曲同工之妙。
当戴思敏参加联合保守党（UCP）党魁角逐以取代时任阿尔伯塔省省长贾森·康尼时，她在2022年6月15日的发布的推特上宣布，她将在担任省长的第一天推出《主权法令》。《主权法令》（也被称作《一号法案》）将给予阿尔伯塔省政府拒绝执行被认为是“损害本省利益及省级自治权利的联邦法律或政策”的权力。戴思敏还说阿尔伯塔应效仿不列颠哥伦比亚省和魁北克省维护公民权利的做法。
早在同年6月16日《国家邮报》对戴思敏进行的一次采访中，戴思敏就曾用不列颠哥伦比亚省早在联邦政府于2018年10月17日通过《大麻法令》之前就放松对大麻的管制为例——向采访者解释阿省将如何不执行（opt out）联邦政府通过的法律。《主权法令》为戴思敏最终成功竞选为党魁和阿省省长提供了一臂之力，也成为了她本人的一张明信片。
加拿大联邦体制的一大重要特性便是立法权在各级政府间的分配。省级政府以及加拿大国会的立法权力早在《1867年宪法法令》的第91至第95条当中就已经确定。根据加拿大国会图书馆在2022年所发表的一篇文章，加拿大宪法被描述为“加拿大宪政的常青树”，“与当下社会的新情况与现状相适应”（new situations and new social realities）。
在省议会通过该法令之前的三读中，省长戴思敏解释了“重置”省与联邦关系的理由：“渥太华不是一个中央政府。我们国家的运作体制是——一个由独立且拥有自主管辖权的各个地区所组成的联邦。渥太华是宪法的签署者之一，而我们同样作为宪法的签署者，有权在我们自己的管辖范围内行使我们的自主权力。”

## 表决议程

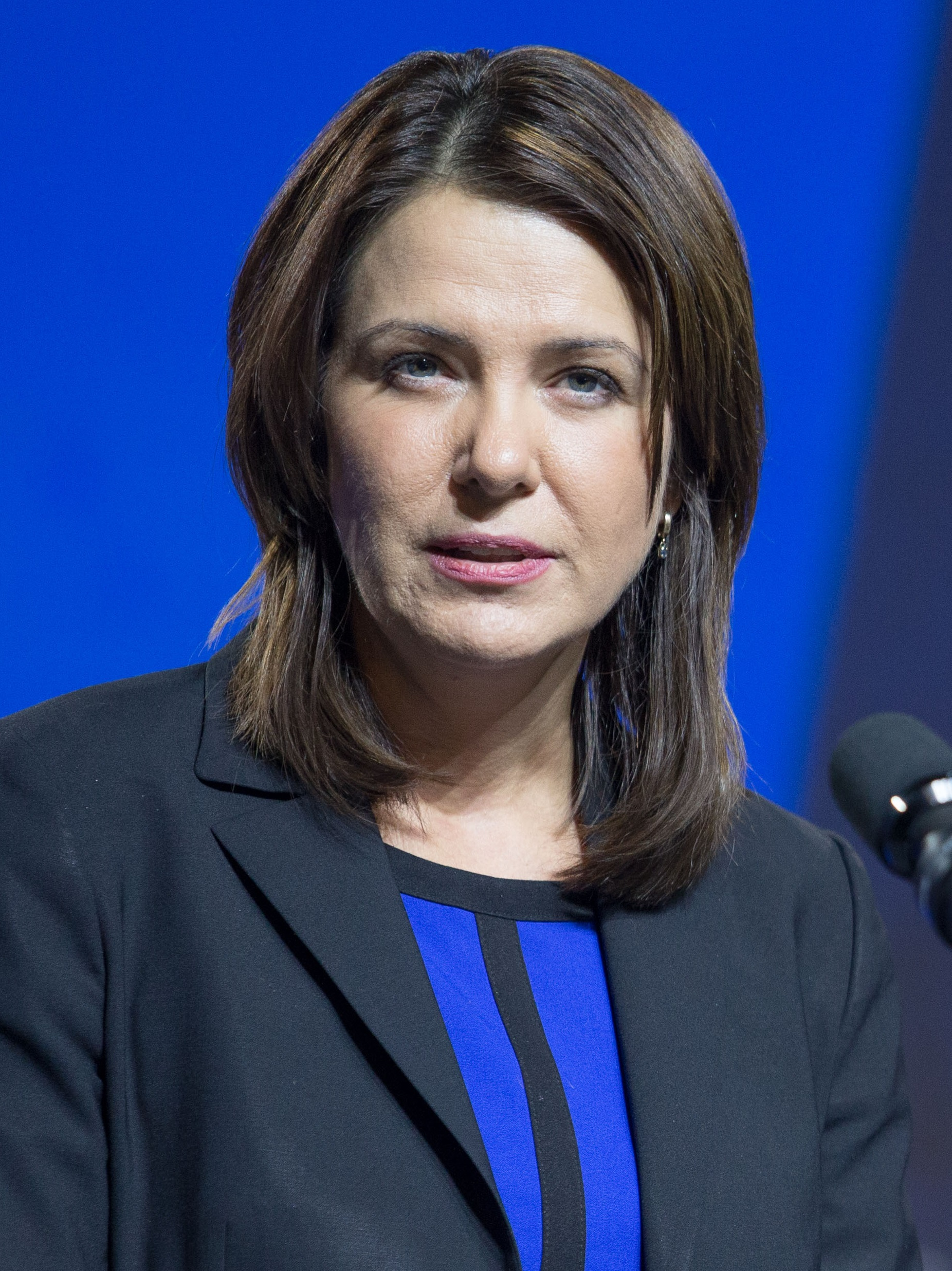
《阿尔伯塔主权法令》的推动者丹尼尔·史密斯（一译戴思敏）

2022年11月29日，阿尔伯塔省省长戴思敏在该省第三十届议会第四次会议上提出了《统一加拿大下的阿尔伯塔主权法令》，作为《一号法案》。该法令的一读虽然遭到了在野党新民主党 (加拿大)的反对，但还是得以以全体议员公开表决的方式通过。值得一提的是在威斯敏斯特式议会民主制度下采用此种方式对法令的一读进行表决相当少见。
在一读通过后阿尔伯塔省政府随即在2022年11月30日进行了《主权法令》的二读，在二读过程中来自在野党新民主党的数名议员采用冗长辩论的方式试图拖延该项法令的二读表决：其中新民主党议员德隆·庇鲁斯和尼古莱·高尔林采用了提出合理修正案的方式：在加拿大先行立法机制下，如果一项合理修正案得到通过，那么即将进行表决的法令就将遭到否决。
然而这两名议员所提出的合理修正案都分别以9赞成26反对和9赞成28反对的方式分别遭到否决。随即在省政府通过了时间分配决议（Time Allocation Motion）以强制对二读进行投票后《主权法令》的二读终于在12月6日以30赞成9反对得到通过。
该法令在通过二读后立即被移交给了阿尔伯塔省议会全体委员会，在那里省政府提出了一项修正案，以删除该法令中授予议会单方面修改法律和制定措施的权力条款。此后省政府再次通过时间分配决议于12月7日就修正案强制全体委员会进行投票：修正案最终以27票赞成12票反对的结果在全体委员会上得到通过。
在全体委员会通过对《主权法令》修正案的表决后，对该法案的三读便立即开始进行——在三度过程中来自在野党新民主党的议员故技重施，尝试再次使用冗长辩论的方式拖延三读表决。其中新民主党议员玛丽·瑞纳德在三读过程中推出了一项合理修正案，随即遭到口头表决否决紧随其后的便是新民主党籍议长克里斯汀娜·格蕾提出的一项延迟三读动议，再度以7赞成27反对遭到否决。三读辩论在省政府第三次通过时间分配决议强制表决后于12月7日晚至8日凌晨以27票赞成7票反对得以通过。
最终，《统一加拿大下的阿尔伯塔主权法令》在2022年12月15日得到阿尔伯塔省总督萨尔玛·拉卡尼的御准并于同日起正式生效。

## 反应

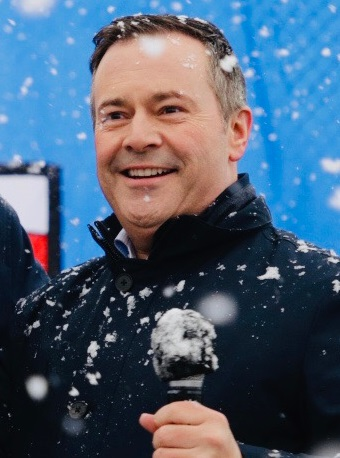
前任阿尔伯塔省省长兼UCP党魁康尼

一些政治家和法学界人士对《主权法令》的通过持负面态度：联合保守党的前党首兼阿尔伯塔省省长賈森·康尼就将该法令的通过称为“对法制的全线攻击”和“向成为香蕉共和国又迈进了一步”。
6名戴思敏的党魁竞争对手对这项法令发出了批评。另外在同年9月8日的例行记者会上，曾参与联合保守党党魁竞选的4名候选人：布莱恩·让（Brian Jean）、特拉维斯·特沃（Travis Toews）、拉扬·萨赫内（Rajan Sawhney）和利拉·阿黑尔组织了一场新闻发布会，专门抨击戴思敏推动的《主权法令》。但在11月30日前，除阿黑尔以外的三人在得到戴思敏对均在省政府担任部长职务的三人，对该法令所表达的“分离主义担忧”给出答复后旋即决定投票支持法令通过。

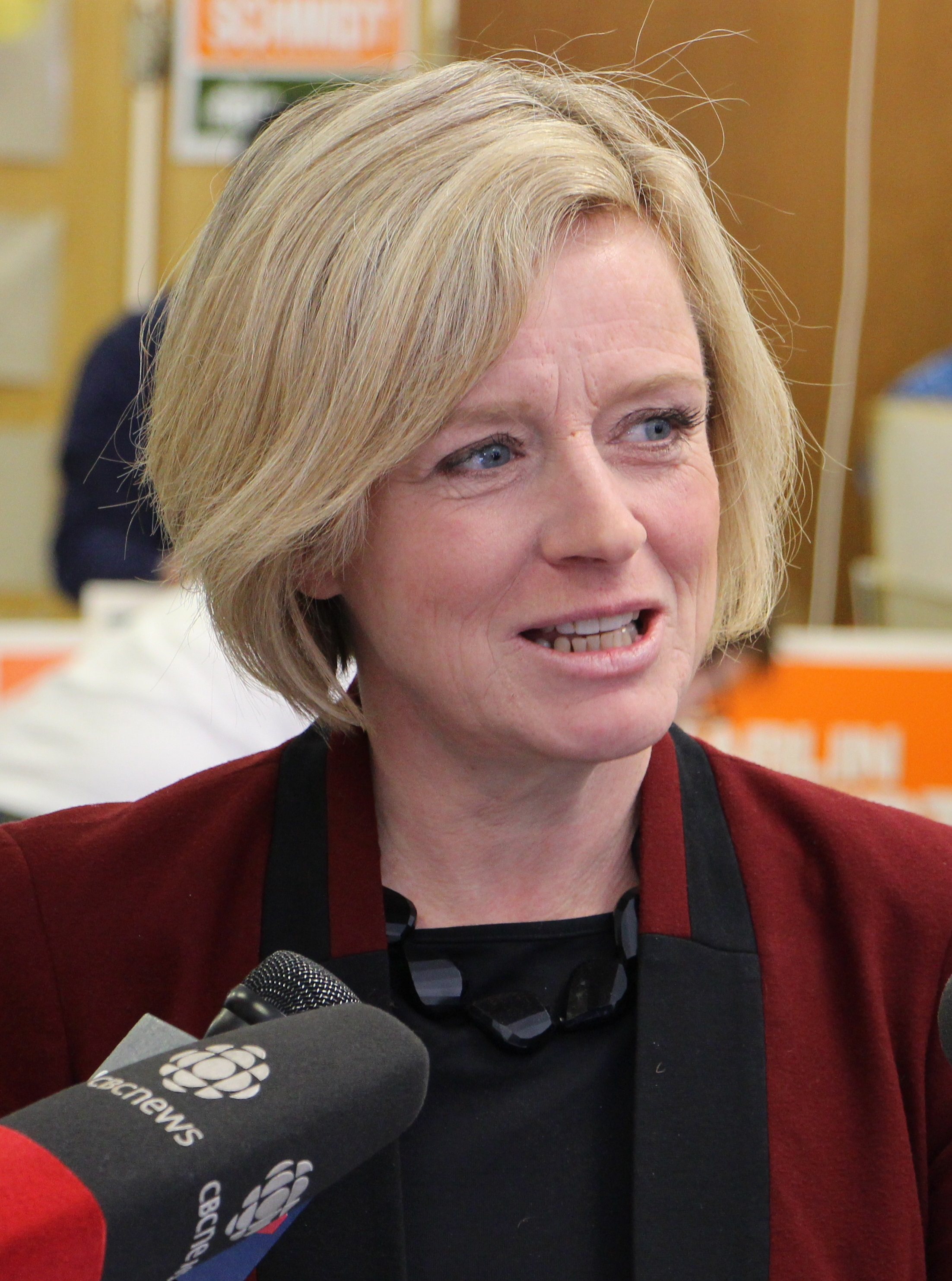
阿尔伯塔新民主党领袖瑞秋·诺特利

反对党领袖瑞秋·诺特利评价这一法令为“一大堆令人感到不知所云的词藻堆砌......这只能创造更多不确定性——特别是当阿尔伯塔人还在寻求经济复苏的时候在经济上创造这种不确定性”。紧接着她将时任省长戴思敏及《主权法令》的支持者描述为“阿尔伯塔人中的极少数人”。诺特利指出为本省未来的经济发展争取更多的自主权这一点本身是好的——但《一号法案》“与这一点本身完全脱节且毫不相干”。

## 外部連結
- .  (PDF).   [December 3, 2022].
- (PDF). Government of Alberta. Alberta Sovereignty within a United Canada Act: 3.   [December 3, 2022]. （原始内容存档 (PDF)于2022-12-11）. A 3-page government policy document that accompanied Bill 1.
- Smith, Danielle. . October 2022  [December 3, 2022]. （原始内容存档于2022-12-03）.
- (PDF). . Alberta: Legislative Assembly of Alberta. November 29, 2022: 4–5. （页面存档备份，存于）